# Dimitrie Paciurea
Dimitrie Paciurea (ur. 23 listopada 1873 w Bukareszcie, zm. 14 lipca 1932 tamże) – rumuński rzeźbiarz.
Początkowo uczył się w Krajowej, w 1894 ukończył Akademię Plastyki i Sztuki w Bukareszcie (studiując u Władysława Hegla), później studiował w Paryżu, ukończył kursy w École des Arts Décoratifs et Industriels i École Nationale Supérieure des Beaux-Arts, gdzie uczył się pod kierunkiem Jeana Antoine’a Injalberta. Tworzył początkowo w stylu impresjonistycznym, później symbolistycznym. Największy wpływ na jego twórczość wywarł Auguste Rodin. Rzeźbił pomniki, rzeźby nagrobkowe i popiersia portretowe, m.in. Lwa Tołstoja (1921), a także kompozycje alegoryczne (m.in. Sfinks z 1912).

## Galeria

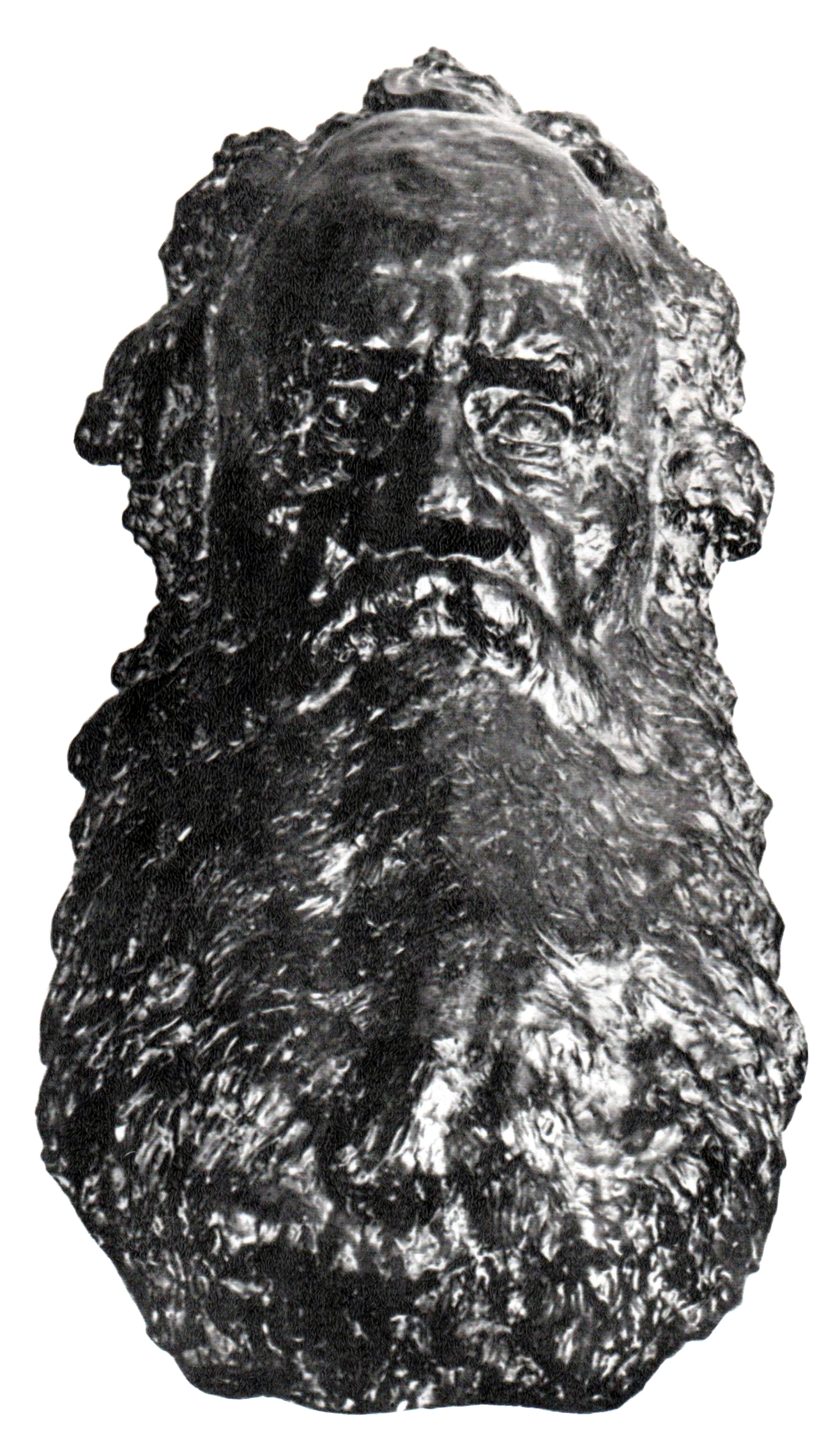
Lew Tołstoj
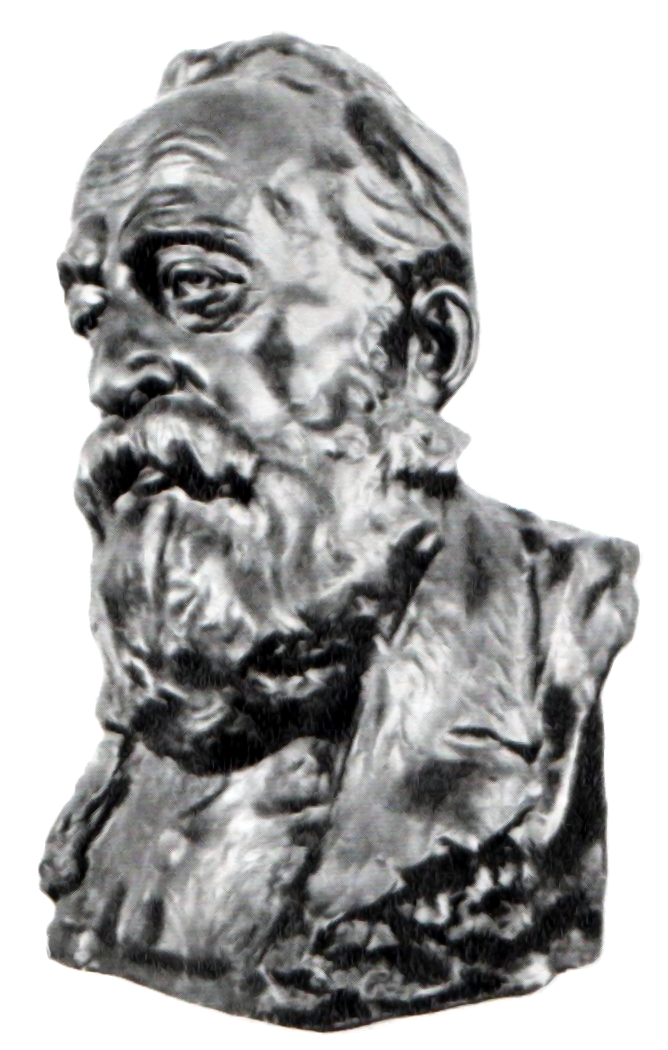
Bogdan Petriceicu Hasdeu
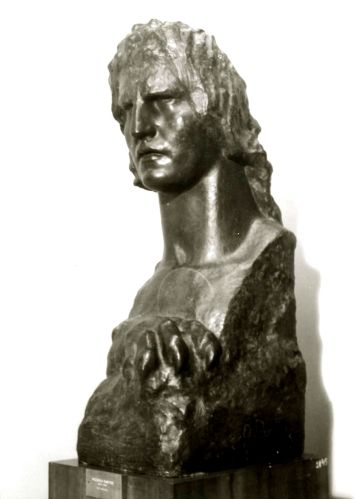
Sfinks